# Sandro Finoglio
Sandro Finoglio Esperanza (Caracas, 3 de janeiro de 1973) é um modelo e ator venezuelano, vencedor do concurso Mister Mundo em 1998.

## Mister Mundo
Trabalhando como modelo desde 1996, Sandro foi o vencedor do concurso Mister Venezuela 1997 e foi enviado ao concurso Manhunt Internacional 1997, onde foi o segundo colocado. Um ano mais tarde, representou seu país no Mister Mundo, realizado na península de Troia, em Grândola, Portugal. Na final realizada no dia 18 de setembro, Finoglio foi escolhido o vencedor do concurso, sendo o primeiro e único venezuelano eleito Mister Mundo até o momento.
Em 2000, coroou o uruguaio Ignácio Kliche Longuardi como seu sucessor.

## Carreira
Estreou como ator na telenovela mexicana Ellas, inocentes o culpables, no ano de 2000, exibida pela TV Azteca. Em 2001 e 2002, fez parte do elenco das novelas Secreto de Amor e Gata salvaje respectivamente, ambas co-produzidas pela emissora venezuelana Venevisión e pela americana Univisión. Foi produtor e ator do curta-metragem venezuelano La Estrella de David, de 2005. Em 2006 atuou na telenovela Por todo lo Alto, produzida pelo canal venezuelano RCTV.

## Filmografia

### Televisão
- 2000 - Ellas, inocentes o culpables .... Poncho
- 2001 - Secreto de Amor .... Luciano Ibáñez
- 2002 - Gata salvaje .... Maximiliano Robles
- 2006 - Por todo lo Alto .... Enrique Álvarez

### Cinema
- 2005 - La Estrella de David .... Roberto